# Balance (album Van Halen)
Balance – dziesiąty album studyjny zespołu Van Halen wydany 1995 roku. Piosenka „Humans Being” była soundtrackiem do filmu Twister.

## Lista utworów
1. „The Seventh Seal” – 5:18
2. „Can’t Stop Lovin’ You” – 4:07
3. „Don’t Tell Me (What Love Can Do)” – 5:56
4. „Amsterdam” – 4:45
5. „Big Fat Money” – 3:57
6. „Strung Out” [instrumental] – 1:29
7. „Not Enough” – 5:13
8. „Aftershock” – 5:29
9. „Doin’ Time” [instrumental] – 1:41
10. „Baluchitherium” [instrumental] – 4:05
11. „Take Me Back (Deja Vu)” – 4:43
12. „Feelin’” – 6:36
13. „Crossing Over” (Japanese bonus track) – 4:49

## Twórcy
- Sammy Hagar – prowadzący wokal, dalszy wokal, rytmiczna gitara
- Eddie Van Halen – prowadząca gitara, keyboard, dalszy wokal
- Michael Anthony – bas, dalszy wokal
- Alex Van Halen – perkusja, instrumenty perkusyjne

### Produkcja
- Bruce Fairbairn – produkcja
- Erwin Musper
- Mike Plotnikoff – inżynierzy
- Michael Fraser – mixing
- George Marino – mastering
- Jeri Heiden – dyrektor artystczny
- Randee Saint Nicholas, Glen Wexler (tylna okładka) – zdjęcia